# Short-QT-Syndrom

EKG mit QT-Intervall in blau

12-Kanal EGC eines Patienten mit Short-QT-Syndrom

Das Short-QT-Syndrom (SQTS) ist eine angeborene Herzerkrankung. Sie ist charakterisiert durch ein kurzes, herzfrequenzkorrigiertes QT-Intervall (QTc nach Bazett weniger als 370 ms) im EKG, das sich mit der Herzfrequenz kaum verändert, und ein hohes Risiko für einen plötzlichen Herztod durch Kammertachykardien bzw. Kammerflimmern. Eine weitere Auffälligkeit im EKG sind hohe, spitze T-Wellen, ähnlich denen bei der Hyperkaliämie. Zur Diagnose werden weitere Daten aus der Anamnese des Patienten und ggf. auch gendiagnostische Daten hinzugenommen.
Die Erkrankung wurde im Jahr 2000 erstmals beschrieben.

## Ursache
In molekulargenetischen Untersuchungen wurden Mutationen in Genen für bestimmte Kalium- und Calcium-Kanäle der Herzmuskelzellen gefunden. Das Short-QT-Syndrom wird anscheinend autosomal-dominant vererbt.
| Typ  | OMIM   | Gen      | Anmerkungen |
| ---- | ------ | -------- | ----------- |
| SQT1 | 609620 | KCNH2    | [ 5 ]       |
| SQT2 | 609621 | KCNQ1    | [ 5 ]       |
| SQT3 | 609622 | KCNJ2    | [ 5 ]       |
| SQT4 | 114205 | CACNA1C  |             |
| SQT5 | 114204 | CACNA2D1 |             |
| SQT6 | 106195 | SLC4A3   |             |

## Prävalenz
Die Prävalenz ist unbekannt. Mit weniger als 200 publizierten Fällen weltweit (Stand: Juni 2017) scheint es außerordentlich selten zu sein. Ein transgenes Kaninchenmodell des Short-QT-Syndroms wurde 2019 veröffentlicht und könnte zur Analyse der Arrhythmieentstehung beitragen.

## Behandlung
Da die Ursache genetisch ist, gibt es keine ursächliche Behandlung oder Therapie.
Durch Medikamente (z. B. Chinidin oder Disopyramid) und Anpassungen im Lebensstil können die Symptome gelindert werden.  Im Tiermodell konnte ein normalisierender Effekt von hochdosiertem Carnitin auf die in vitro gemessene Aktionspotentialdauer und die in vivo gemessenen QT-Dauer im EKG nachgewiesen werden.
Leistungssport und andere schwere körperliche Belastung sollten vermieden werden, ebenso Medikamente, die nachweislich das QT-Intervall verkürzen können.
Wenn trotz medikamentöser Einstellung Symptome auftreten, kann das für eine Defibrillator-Implementation sprechen.